# Adaptive Forward Lighting
Adaptive Forward Lighting (AFL), znany także jako Adaptive Front Lighting System (AFS) – zaawansowany system oświetlenia reflektorowego pojazdów samochodowych.

Adaptive forward lighting

AFL w Oplu Vectra C

W skład tego systemu wchodzą reflektory z funkcją dynamicznego albo statycznego doświetlania zakrętów. Oświetlają drogę podążając za ruchem kierownicy samochodu, dostosowując wiązkę światła do zmieniających się warunków ruchu tj. prędkości pojazdu, zakrętów, terenu zabudowanego, autostrady, pogorszonych warunków atmosferycznych – opady deszczu, śniegu, mgła. Wiązka światła zwiększa widoczność na przestrzeni kilku metrów. Informacje do sterowania światłami AFS mogą być pobierane z różnych czujników np. prędkości, kąta skrętu kierownicy, przyspieszenia, trajektorii jazdy, żyroskopu, GPS, czujnika opadów. Dane te są przeliczane na przewidywany kierunek jazdy pojazdu i wyprzedzająco sterują skręcaniem poziomym i pionowym wiązki świateł, a także rozszerzaniem bądź zwężaniem kąta ich świecenia albo wycinaniem z wiązki pewnych fragmentów (np. odbijających się w mokrej nawierzchni i dodatkowo oślepiających nadjeżdżających z przeciwka). Celem jest dynamiczne skierowanie światła tam gdzie jest bardziej potrzebne (np. zakręt).
Szczegółowe rozwiązania techniczne AFS mogą znacznie różnić się między sobą i działać w różny sposób np. realizując tylko niektóre funkcje. Najbardziej popularną funkcją jest tryb (ang. mode) "zakrętowy" (ang. bending, bend lighting), dostępny także w niektórych standardowych światłach mijania, gdzie statyczne doświetlanie zakrętów włącza się, gdy następuje odpowiednio duży skręt kierownicą. Jest to funkcja świateł, w odróżnieniu od specjalnych, dodatkowych, statycznych świateł narożnych (ang. cornering) działających wyłącznie przy małych prędkościach jazdy.